# Тиен Тан Буда
Тиен Тан Буда е най-високата в света статуя на седящ Буда.
Статуята се намира на остров Лантау (Хонконг), в двора на манастира По Лин на възвишението Анпин.
Общата височина на статуята е 34 метра, изработена е от 202 бронзови елемента с общо тегло 250 тона. Стойността на проекта е 68 млн. долара. Строителството на комплекса започва през 1990 г. и завършва с откриването на статуята на 29 декември 1993 г.
Комплексът е обект на голям туристически интерес. От 2006 г. до него се стига с кабинкова въжена линия. Първата ѝ спирка е в град Дунчун, а последната е Анпин. Линията минава покрай международното летище на Хонконг.